# The Legend of Zelda
The Legend of Zelda (ゼルダの伝説 Zeruda no Densetsu?, tdl. «La leyenda de Zelda») es una serie de videojuegos de acción-aventura creada por los diseñadores japoneses Shigeru Miyamoto y Takashi Tezuka, y desarrollada por Nintendo, empresa que también se encarga de su distribución internacional. Su trama por lo general describe las heroicas aventuras del joven guerrero Link, que debe enfrentarse a peligros y resolver acertijos para ayudar a la Princesa Zelda a derrotar a Ganondorf y salvar su hogar, el reino de Hyrule.
A partir del lanzamiento del primer juego en 1986, The Legend of Zelda ha logrado una notable popularidad acompañada de críticas favorables en la industria de los videojuegos, traducidas en un cuantioso éxito comercial a nivel internacional —hasta abril de 2020 se calculan más de 113 millones de copias vendidas de sus juegos; para las ventas específicas de cada título de la franquicia, véase la sección Comercial—. La continuidad cronológica de los juegos ha sido objeto de debate con el transcurso del tiempo, debido a la incertidumbre en la identificación de los vínculos entre ciertos títulos. Nintendo publicó la cronología definitiva de The Legend of Zelda en el libro Hyrule Historia (2011), en la cual se explica que existen tres líneas de tiempo diferentes, las cuales dependen primordialmente de Link.
En un principio, Nintendo no consideraba que el videojuego de Miyamoto y Tezuka fuera a alcanzar notoriedad en el mercado japonés, aunque poco después se convenció de su impacto. En 1987 el primer juego había logrado vender un millón de copias y, tras su distribución en otros países, se comercializaron tres millones de copias más. Esto ayudó a incrementar el número de ventas de la consola Nintendo NES, la primera fabricada por Nintendo. Con el transcurso del tiempo, la serie ha obtenido numerosas críticas positivas en la industria de los videojuegos. Así, la prestigiosa revista japonesa Famitsu destacó a Ocarina of Time, The Wind Waker, Skyward Sword y Breath of the Wild como «juegos perfectos», mientras que la mayoría de los otros títulos fueron reconocidos como los mejores estrenos en sus respectivos años de lanzamiento, como en el caso de A Link to the Past —considerado por Game Rankings como el segundo mejor juego de 1992 para la plataforma Super Nintendo— y Twilight Princess —considerado como el «mejor juego» de 2006 por el sitio web Game Informer—.
La franquicia de The Legend of Zelda incluye una serie animada de televisión transmitida en 1989, así como numerosos mangas, novelas y libros publicados bajo la licencia de Nintendo, aunque ninguno de estos se consideran canónicos.

## Resumen de la trama
Entre las leyendas que nos llegan del pasado remoto, hay una que dice así:

«Hace mucho tiempo existió un reino que ocultaba el poder dorado de los dioses. Era un lugar hermoso, de verdes bosques y enormes montañas, donde reinaba la paz.
Pero un día fue presa de la ambición de un villano que le arrebató el poder dorado. El reino cayó en las tinieblas. Y cuando el pueblo había perdido casi toda esperanza... apareció como de la nada un joven vestido con ropas verdes.
Con su misteriosa espada, el joven sepultó al villano y le devolvió al reino la luz.
Como venía de otra época, el pueblo le llamó 'Héroe del Tiempo'.
Muchos años después, cuando la historia del joven se había convertido en leyenda, en el reino volvieron a soplar vientos de tragedia... El villano que el héroe había sepultado resurgió de las profundidades de la tierra.
El pueblo confiaba en que el Héroe del Tiempo volvería a salvar el reino... Pero el héroe no apareció. El pueblo, indefenso ante ese enorme poder, solo podía rezar... y encomendar su destino a los dioses...».

¿Qué habrá sido de aquel reino de la leyenda? Nadie lo sabe... Aunque su recuerdo se ha borrado, la leyenda aun se respira en el viento. En una remota isla, cuando los hijos varones llegan a cierta edad, lo celebran vistiéndoles con ropas verdes para que se conviertan en hombres valientes como aquel héroe de la leyenda. Aquel cuyo corazón vestía el viento verde de la pradera y cuya espada era un torbellino que disipaba las tinieblas.
—Prólogo de The Legend of Zelda: The Wind Waker.

De acuerdo con la trama central de los juegos de The Legend of Zelda, las diosas Din (ディン Din?), Farore (フロル Faroru?) y Nayru (ネール Nēru?) —representadas por el poder, el valor y la sabiduría— crearon el relieve, las formas de vida y las leyes que rigen al mundo. Tras concluir sus labores, dejaron tras de sí la Trifuerza (トライフォース Toraifōsu?), un artefacto compuesto por tres fragmentos triangulares dorados en cuyo interior depositaron una parte de sus dones. Este quedó en custodia de la diosa Hylia (ハイリア Hairia?), en un sitio que pasó a ser referido como el Reino Sagrado, con la esperanza de que un día alguien digno de las cualidades de cada fragmento apareciera para reclamarlo.

Trifuerza, símbolo representativo de la serie.

Hylia protegió la Trifuerza exitosamente hasta que un día el Heraldo de la Muerte (終焉の者 Shūen no Mono?), rey de los demonios, acompañado de sus hordas de fuerzas malignas, emergió de las profundidades del mundo y causó estragos entre sus habitantes. Para evitar que se apropiara del objeto sagrado, la diosa lo ocultó en una porción de tierra que trasladó al cielo y pasó a ser conocida como Skyloft (スカイロフト Sukairofuto?), habitada por los supervivientes de la invasión del Heraldo. Mientras tanto, Hylia permaneció en la superficie junto con otras criaturas que le ayudaron a vencer al demonio y aprisionarlo. Consciente del riesgo latente de que la criatura pudiese liberarse, Hylia renunció a su divinidad y se volvió mortal para poder usar la Trifuerza contra él. En ese período creó a Fay (ファイ Fai?), un espíritu que quedó imbuido en una espada y que le habría de servir al héroe elegido por los dioses para combatir el resurgimiento del mal. Efectivamente, tiempo después la criatura demoníaca quedó liberada y se enfrentó al joven guerrero de la isla flotante conocida como Skyloft (Neburia en Latinoamérica o Altárea en España) Link (リンク Rinku?). Tras ser derrotado, el Heraldo lanzó una maldición sobre él y la Princesa Zelda (ゼルダ姫 Zeruda-hime?) —la primera encarnación mortal de Hylia—, ocasionando que ambos reencarnen a perpetuidad para enfrentarse contra el mal. A partir del suceso, ambos se quedan a vivir en la superficie para proteger el objeto sagrado, y conforman la raza de los hylianos (ハイリア族 Hairia-zoku?), con el resto de los habitantes de Skyloft. Su reino pasó a denominarse Hyrule (ハイラル Hairaru?), mientras que los descendientes de Zelda establecieron la familia real que habría de gobernar el reino.
Estos sucesos conformaron una leyenda transmitida de generación en generación, según la cual quien encuentre la Trifuerza debe tener un equilibro de poder (Ganondorf), valentía (Link) y sabiduría (Zelda) para hacerse acreedor de los tres fragmentos y volver realidad sus anhelos. De lo contrario, únicamente habría de recibir el fragmento que represente la característica más notable en él, mientras que los triángulos restantes habrían de otorgarse a otros habitantes de Hyrule elegidos por las deidades. La división de la Trifuerza habría de ocasionar a su vez que el reino se convirtiese en un lugar de maldad y tinieblas. En The Legend of Zelda: Ocarina of Time la profecía se cumple cuando el malvado Ganondorf (ガノンドロフ Ganondorofu?), el líder de un pueblo de ladronas del desierto que jura falsa lealtad al rey, posa sus manos sobre ella. Así, la Trifuerza se parte en tres y le otorga a él únicamente el fragmento del poder. Los fragmentos de la sabiduría y del valor recaen en la Princesa Zelda y en Link respectivamente.
Nota: Para un resumen detallado de los argumentos descritos en cada videojuego, véase la información de cada juego.

### Cronología
| 1986 | The Legend of Zelda                                     |
| 1987 | Zelda II: The Adventure of Link                         |
| 1988 |                                                         |
| 1989 |                                                         |
| 1990 |                                                         |
| 1991 | The Legend of Zelda: A Link to the Past                 |
| 1992 |                                                         |
| 1993 | The Legend of Zelda: Link's Awakening                   |
| 1994 |                                                         |
| 1995 |                                                         |
| 1996 |                                                         |
| 1997 |                                                         |
| 1998 | The Legend of Zelda: Ocarina of Time                    |
| 1999 |                                                         |
| 2000 | The Legend of Zelda: Majora's Mask                      |
| 2001 | The Legend of Zelda: Oracle of Seasons & Oracle of Ages |
| 2002 | The Legend of Zelda: Four Swords                        |
| 2002 | The Legend of Zelda: The Wind Waker                     |
| 2003 |                                                         |
| 2004 | The Legend of Zelda: Four Swords Adventures             |
| 2004 | The Legend of Zelda: The Minish Cap                     |
| 2005 |                                                         |
| 2006 | The Legend of Zelda: Twilight Princess                  |
| 2007 | The Legend of Zelda: Phantom Hourglass                  |
| 2008 |                                                         |
| 2009 | The Legend of Zelda: Spirit Tracks                      |
| 2010 |                                                         |
| 2011 | The Legend of Zelda: Skyward Sword                      |
| 2012 |                                                         |
| 2013 | The Legend of Zelda: A Link Between Worlds              |
| 2014 |                                                         |
| 2015 | The Legend of Zelda: Tri Force Heroes                   |
| 2016 |                                                         |
| 2017 | The Legend of Zelda: Breath of the Wild                 |
| 2018 |                                                         |
| 2019 |                                                         |
| 2020 |                                                         |
| 2021 |                                                         |
| 2022 |                                                         |
| 2023 | The Legend of Zelda: Tears of the Kingdom               |
| 2024 | The Legend of Zelda: Echoes of Wisdom                   |

La cronología de las aventuras de Link y Zelda relatadas en los videojuegos de The Legend of Zelda ha sido objeto de varias discusiones entre sus seguidores. Conforme aparece un nuevo título, el orden de las historias cobra una mayor complejidad y debe tomarse en cuenta que ni el manga ni la serie televisiva se consideran como parte del canon de la franquicia, sino que constituyen elementos complementarios a los videojuegos. Pese a que Nintendo dio a conocer la línea cronológica oficial en el libro The Legend of Zelda: Hyrule Historia en 2011, el tema sigue disputable y las controversias continúan.
Miyamoto explicó que «para cada juego de Zelda es relatada una nueva historia. De hecho, contamos con un extenso documento que explica cómo está relacionado cada juego entre sí, y cómo se unen adecuadamente. Aunque siendo sincero, tales vínculos no son importantes para nosotros. Cada vez que creamos un nuevo título, nos preocupamos mucho más por el desarrollo del sistema de juego a emplear [...] con tal de brindar nuevos desafíos a los jugadores». En una entrevista realizada por Nintendo Dream a Eiji Aonuma, a finales de 2006, este mencionó que existían dos universos diferentes en la saga: la división en la cronología comienza en el argumento de Ocarina of Time, cuando en las últimas escenas del mismo, Link es enviado de vuelta en el tiempo por la Princesa Zelda. Siendo nuevamente un niño, se reúne con Zelda y se describe un futuro alternativo en el cual Ganondorf ha sido capturado por sabios que lo encierran en el Reino Crepuscular; estos datos permitieron deducir que el argumento de Twilight Princess (2006) ocurre un siglo después de los acontecimientos relatados en Ocarina of Time, etapa en que Link todavía es un niño. Mientras tanto The Wind Waker se encontraría en la segunda cronología del personaje, en la que Link ya es un joven adulto, cientos de años después de que salvara a Hyrule en Ocarina of Time. En 2011 Aonuma reveló que todos los juegos partían de una única cronología.

#### Canon oficial
El libro Hyrule Historia (2011) contiene la cronología oficial de la serie, la cual señala que existen tres líneas cronológicas diferentes que surgen a partir de Ocarina of Time. Sin embargo, este no es el primer juego en el canon, pues le preceden Skyward Sword —cuya historia relata la «Era de la diosa Hylia» en Skyloft—, The Minish Cap y Four Swords —que ocurren en el recién constituido Hyrule, donde surge el monstruo Vaati—. La cronología publicada en el libro es precedida por un texto en el que se estipula que la información fue proporcionada por historiadores de Hyrule —«Esta es la historia que ha ido pasando de generación en generación entre vosotros, humanos»—. A continuación, se muestran dos líneas de tiempo principales: la primera hace alusión a un Link que es vencido por Ganondorf y detalla las consecuencias de este acontecimiento. La otra línea se divide en dos, y surge a partir de la victoria de Link sobre el mal; sus dos divisiones correspondientes se refieren ya sea a la etapa de Link como niño, o a la de adulto.
En la cronología donde Link es derrotado, Ganondorf resulta airoso en su batalla final contra el joven y obtiene las dos piezas restantes de la Trifuerza, aunque es aprisionado por los siete Sabios en el Reino Sagrado. Conforme transcurre el tiempo, la raza de hylianos comienza a desaparecer y con ella Hyrule. En esta línea de tiempo aparecen de forma ordenada las tramas de A Link to the Past, Link's Awakening, Oracle of Seasons, Oracle of Ages, A Link Between Worlds —que en conjunto comprenden la etapa conocida como «Era de la luz y la oscuridad» en la que Ganondorf es aprisionado—, Tri Force Heroes, The Legend of Zelda —tras la instauración de la familia real de Hyrule, portadora de la Trifuerza— y Adventure of Link —estos dos últimos forman parte de la etapa denominada «Era del declive»— donde se impide la resurrección de Ganondorf.
La otra línea de tiempo, en la que un Link en su etapa infantil vence al malvado hechicero, se explica que el personaje es llevado al Mundo Oscuro en Majora's Mask, y posteriormente el villano es ejecutado. Tras esto se relatan las aventuras de los descendientes del héroe original en Twilight Princess y en Four Swords Adventures, en las cuales Ganondorf reencarna y el monstruo Vaati resurge. Estas dos etapas son conocidas como «Eras del Crepúsculo y de las Sombras», respectivamente. En la otra división de esta última línea de tiempo, es decir la etapa de Link como adulto, Ganondorf revive y ante la ausencia de Link las diosas inundan Hyrule para proteger a sus habitantes. Esto abre paso a la trama de The Wind Waker —o también conocida como la «Era del Gran Mar»—, seguida directamente de Phantom Hourglass —«Era del Gran Viaje»—, tras el cual se descubre un nuevo continente y se establece ahí el nuevo reino de Hyrule. Las aventuras de esta línea finalizan con Spirit Tracks.
Las tramas de Breath of the Wild y su continuación Tears of the Kingdom acontecen después de todos los anteriores juegos, sin tener ningún vínculo con alguna de las cronologías anteriores, formando su propia línea de tiempo.
Tras el lanzamiento de Echoes of Wisdom en 2024, Nintendo reveló que la historia se ubica en la línea temporal del fracaso del héroe luego de Tri Force Heroes.
A continuación aparecen listadas las líneas cronológicas de The Legend of Zelda:
| Cronología de la serie The Legend of Zelda Línea temporal unificada                                                                                            | Cronología de la serie The Legend of Zelda Línea temporal unificada | Cronología de la serie The Legend of Zelda Línea temporal unificada |
| --- | ------------------------------------------------------------------- | ------------------------------------------------------------------- |
| Skyward Sword The Minish Cap Four Swords Ocarina of Time |                                                                     |                                                                     |
| Fracaso del héroe | Link niño                                                           | Link adulto                                                         |
| A Link to the Past Link's Awakening Oracle of Seasons y Ages A Link Between Worlds Tri Force Heroes Echoes of Wisdom The Legend of Zelda The Adventure of Link | Majora's Mask Twilight Princess Four Swords Adventures              | The Wind Waker Phantom Hourglass Spirit Tracks                      |
| |                                                                     |                                                                     |
| Breath of the Wild Tears of the Kingdom |                                                                     |                                                                     |

## Universo principal
Cada uno de los videojuegos que conforman la saga —excepto las adaptaciones que tratan acerca del personaje Tingle— tienen como protagonista al héroe Link, personaje que es convocado por el destino a derrotar a Ganondorf, poderoso rey gerudo y principal antagonista. En ocasiones este no aparece en alguno de los juegos, como es el caso de algunos juegos de la consola portátil Game Boy Advance, en donde el villano es sustituido por el hechicero minish Vaati—, o por Bellum el «espíritu del mal» en Phantom Hourglass (Nintendo DS), por Dark Link en The Adventure Of Link (Nintendo NES/Game Boy Advance), por la Máscara de Majora —en el videojuego del mismo nombre— o por el Heraldo en Skyward Sword (Wii). De igual manera, otros personajes principales han sido omitidos en alguno de los capítulos, como por ejemplo en Link's Awakening, en el cual se menciona de forma pasajera a Zelda al inicio del juego, mientras que en Majora's Mask la princesa aparece únicamente en un recuerdo de Link.
El principal escenario en el que se desarrollan los eventos de los juegos es el reino de Hyrule, un sitio mágico que posee bosques, montañas, lagos, un desierto, villas y templos antiguos. A su vez, Hyrule está conectado con el Reino sagrado, lugar divino en donde se encuentra la Trifuerza, y tiene una dimensión alternativa y oscura denominada Reino Crepuscular. Si bien cada juego tiene un argumento diferente, todos presentan un mismo factor en común: la lucha épica del «bien contra el mal». Al principio, los juegos no se desviaban mucho del concepto de «salvar a la princesa que está en peligro», sin embargo, las más recientes adaptaciones han diversificado la trama y añadido giros a la historia de los personajes y de los escenarios.

### Protagonistas

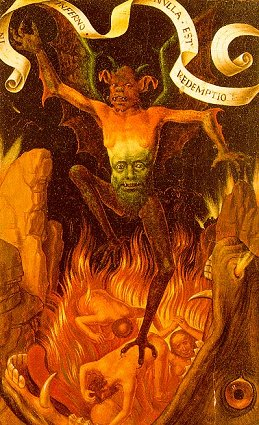
La lucha épica del «bien contra el mal» es una de las principales temáticas en The Legend of Zelda. El joven héroe Link representa el poder del bien y de la luz, contrario a Ganondorf, «Demoníaco Rey de la Oscuridad», quien es vinculado con las fuerzas oscuras del mal.

- Link: es el nombre genérico que se le da a cada uno de los héroes elegidos para vencer al mal en cada capítulo de The Legend of Zelda.[28][44] Generalmente, se trata de un hyliano que reside en Hyrule. Su edad varía en cada juego, notablemente de un niño a un adolescente, y su misión principal es viajar a lo largo del reino mencionado y vencer a criaturas y fuerzas malignas para obtener objetos y armas mágicas, como bombas o el arco y las flechas, entre otros. Su arma más representativa es la Espada Maestra, cuya hoja tiene el poder de repeler el mal.[42] Posee como atributos característicos la humildad y la valentía, además de contar con habilidades para la lucha y el uso de la lógica para resolver acertijos. Tras los sucesos de Ocarina of Time, recae en él la Trifuerza del Valor. Sus hazañas le han llevado a ser considerado como «Héroe del tiempo» o «Héroe de los vientos», dependiendo de la entrega de la saga. En los juegos tridimensionales de la serie, los actores que le han prestado su voz han sido Nobuyuki Hiyama,[45] Fujiko Takimoto,[46] y Sachi Matsumoto.[47]
- Zelda: es la encarnación mortal de la diosa Hylia e integrante de la Familia real de Hyrule. Al igual que Link, Zelda ha tenido varias transformaciones sustanciales a través de la serie. En la mayoría de los juegos es asociada con la diosa Nayru, la Trifuerza de la Sabiduría y varios poderes extraordinarios, tales como la telepatía, la precognición, flechas de luz y la teletransportación. También es conocida por sus alter ego Sheik y la pirata Tetra. Zelda ha aparecido en la mayor parte de los juegos de la serie excepto en Link's Awakening —donde solo es mencionada— y Majora's Mask —en el que aparece solamente por medio de analepsis—. Al igual que Link, no siempre es el mismo personaje en todos los juegos.
- Ganondorf: también conocido como Ganon en su forma no humana, es el principal antagonista de la saga. En la versión estadounidense del manual de instrucciones de A Link to the Past, se menciona que su nombre completo es Ganondorf Dragmire, aunque este último nombre nunca ha sido utilizado en ninguno de los videojuegos ni en ningún otro material oficial relacionado con la serie. En un principio era el líder de las gerudo, una banda de delincuentes que habita en el desierto homónimo, aunque tras adquirir numerosos poderes mágicos pasaría a convertirse en el «Gran rey del Mal».[43][48][49][50] Su principal objetivo es lograr el dominio de Hyrule, para lo cual busca hacerse con la Trifuerza capaz de concederle poderes infinitos a su portador. Ganondorf está asociado con la Trifuerza del Poder, uno de los tres fragmentos que conforman la unidad total. En Skyward Sword se da a entender que la maldad de Ganondorf es consecuencia de la esencia del mal del Heraldo de la Muerte, un poderoso ser que mantenía a Hyrule sumido en el caos cuando la diosa Hylia envió la Trifuerza a Altárea.[51]

### Razas
Existen varias razas de criaturas que aparecen en los videojuegos de la serie. Aquella a la que pertenecen los protagonistas es la raza de los hylianos, humanos con rasgos físicos parecidos a elfos. De acuerdo a Skyward Sword, fueron los primeros habitantes de Hyrule. Poseen poderes mágicos y habilidades especiales concedidas por las diosas creadoras del universo. Otras comunidades que aparecen recurrentemente son los Goron, seres pacíficos cuya afición es la minería y que se alimentan de rocas; los Zora, seres anfibios con apariencia humana también pacíficos aunque algunos de ellos son rebeldes y violentos; las Gerudo, mujeres guerreras que habitan en el desierto y raza a la que pertenece Ganondorf, el villano principal de la saga; los Kokiri, niños que nunca crecen y que viven en el bosque del mismo nombre, lugar que tienen prohibido abandonar o en caso contrario mueren; entre otros grupos como los hechiceros Twili; los Orni, evolución de los Zora que aparecen en The Wind Waker; los Skull Kid, aquellos niños Kokiri que se pierden en el bosque; y la extinta raza de los guerreros Sheikah, que protegían a la Familia Real de Hyrule.
En los juegos también aparecen seres espirituales que poseen distintos tipos de poderes, y que pueden catalogarse como dioses y como espíritus guardianes. Algunos de estos son, por ejemplo, la diosa Hylia, Lord Jabu Jabu, el Venerable Árbol Deku y las hadas. Estas últimas suelen ayudar a Link durante sus aventuras, brindándole apoyo y asistencia. Poseen forma humanoide y son de un tamaño considerablemente pequeño en comparación a los humanos.

### Escenarios
La mayoría de los sucesos relatados en The Legend of Zelda ocurren en un vasto reino llamado Hyrule, creado por las diosas de la Trifuerza y cuyos primeros habitantes fueron los hylianos. Tiene varios tipos de relieve que van desde montañas, volcanes, un lago y un desierto. En el Castillo de Hyrule habita la Familia Real de Hyrule, a la que pertenece la princesa Zelda. Existe en el reino un pueblo denominado Kakariko, así como varios templos. La región central de Hyrule es conocida como «Campo, pradera o campiña de Hyrule».
En The Wind Waker, el principal escenario es El Gran Mar, el cual de acuerdo a los eventos relatados en el juego surgió como resultado de un diluvio prolongado propiciado por las diosas y que inundó a Hyrule para evitar que Ganondorf triunfase. Únicamente se pueden apreciar algunas elevaciones montañosas en este lugar, que dieron forma a islas y archipiélagos, sitios por los que Link viaja durante su travesía correspondiente para conseguir su objetivo en el citado juego. Este lugar también aparece en Phantom Hourglass.
Otros escenarios incluyen la isla Koholint y Términa, que aparecieron en Link's Awakening y Majora's Mask respectivamente. Esta última es considerada como una de las varias dimensiones alternativas de Hyrule. Asimismo, pueden incluirse Altárea, creado por la diosa Hylia para proteger la Trifuerza antes del origen de Hyrule y que aparece en Skyward Sword; Holodrum y Subrosia, de Oracle of Seasons; y Labrynna, de Oracle of Ages.

### Elementos

Uno de los principales elementos de The Legend of Zelda es la rupia, moneda parecida a gemas hexagonales cuyos colores varían dependiendo del valor que tengan.

Hay una extensa variedad de objetos que pueden ser usados tanto por Link como por los demás personajes. Aunque algunos de ellos aparecen de forma constante en los títulos de Zelda si acaso con leves modificaciones en su diseño, algunos otros son exclusivos de cada entrega. Estos poseen una alta relevancia en el desarrollo de la trama, ya que pueden ayudarle a Link a vencer a ciertos enemigos, explorar algunos escenarios o resolver diversos acertijos o pruebas de destreza mental. Por mencionar algunos de ellos están el «Aerodisco», que le permite recorrer al protagonista lugares inaccesibles a bordo de un dispositivo giratorio; botellas, que permiten guardar hadas o líquidos para restaurar los niveles de salud o magia; la «zarpa» para tomar objetos o golpear enemigos ubicados a cierta distancia así como para ingresar a sitios de difícil acceso; el bumerán, utilizado a manera de arma y para recoger objetos o rupias; y las bombas y el arco y flecha, entre otros.
Regularmente los personajes utilizan magia y poderes ya sea emitidos por su propio cuerpo o por algún objeto. De estos últimos existe una amplia colección también. El nivel de salud de Link puede aumentar si el jugador obtiene contenedores de corazón en el transcurso del juego. La Trifuerza es un objeto sagrado triangular que contiene la esencia de las diosas que crearon Hyrule, y cada uno de sus tres fragmentos representa una cualidad distinta. La Espada Maestra es el arma mágica que porta Link para enfrentar a Ganondorf y cuya principal cualidad es repeler el mal. A su vez, las rupias constituyen la unidad monetaria de Hyrule y tienen una forma parecida a gemas hexagonales de distintos colores, cada color con un valor diferente. Se utilizan para adquirir objetos y armas en el transcurso del juego, así como para avanzar en ciertos niveles o escenarios. Un último elemento notable del juego es la antigua lengua hyliana, hablada por algunos espíritus y seres divinos de Zelda, así como por Link.

## Videojuegos

### Canónicos
El primer juego de la serie, The Legend of Zelda, salió a la venta para el Famicom Disk System en febrero de 1986 en Japón. Llegó a otros países el año siguiente, en formato de cartucho para la consola Nintendo NES. Se convirtió en el primer título de esa consola en tener una batería interna para guardar las partidas, y fue considerado como «predecesor espiritual» del género RPG. Su éxito comercial dio lugar a la producción de nuevos juegos cuyas tramas han enriquecido el concepto original mediante la adición de nuevos personajes, escenarios y objetos, además de variar en su diseño gráfico. El último juego actual de la serie es The Legend of Zelda: Echoes of Wisdom.
Desde entonces se han distribuido varios videojuegos de la cronología principal de Zelda; existen otros que constituyen reediciones o derivados de otros títulos —como Link's Awakening DX (o su remake), Ocarina of Time 3D o Twilight Princess HD—. El título más reciente de la serie principal, The Legend of Zelda: Skyward Sword HD, se puso a la venta en 2021 para la Nintendo Switch.
Nintendo también ha conmemorado el aniversario de la franquicia. En 2011 lanzó un pack de The Legend of Zelda: Skyward Sword que incluía un CD de la banda sonora de la saga. En 2021 se reveló el Game & Watch: The Legend of Zelda, una consola portátil que contiene los juegos: The Legend of Zelda, Zelda II: The Adventure of Link, The Legend of Zelda: Link's Awakening y una variante de Vermin de Game & Watch; lanzada el 12 de noviembre de 2021 en celebración del 35 aniversario de la franquicia.

### Alternativos
Hay un par de series de videojuegos alternativas que no fueron producidas por Nintendo, y que tampoco se consideran canónicas del universo de The Legend of Zelda. 

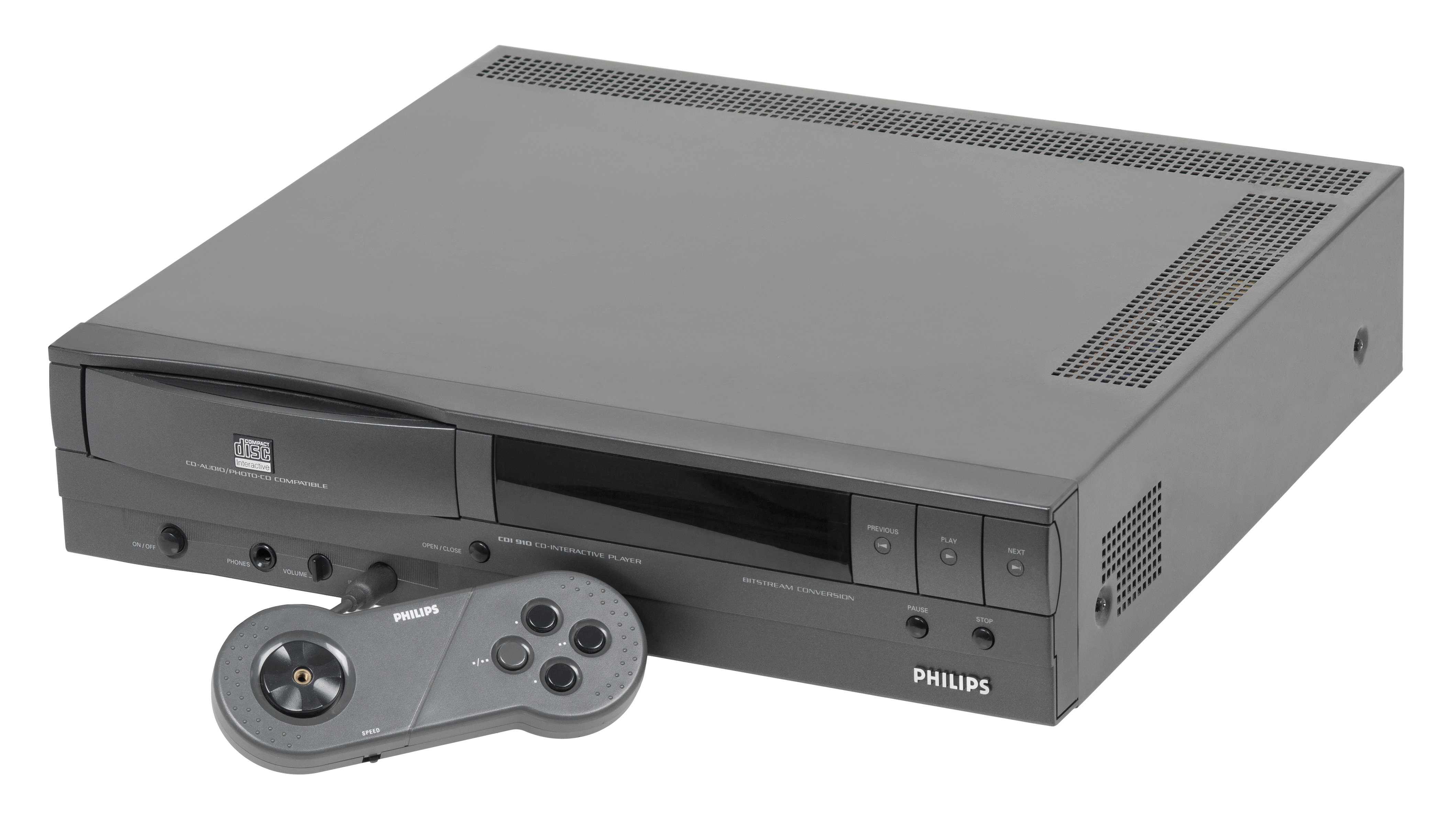
Nintendo le brindó la licencia a Philips para utilizar a Link, la Princesa Zelda y a Ganon, en una serie de juegos para el reproductor CD-i. Los videojuegos fueron titulados Zelda: The Wand of Gamelon, Link: The Faces of Evil y Zelda's Adventure, los cuales fueron creados con un bajo presupuesto. Nintendo no los considera como parte de The Legend of Zelda.

La primera resultó de un acuerdo hecho entre Philips y la empresa japonesa. Antes, en 1989, Nintendo había establecido otro convenio con Sony para producir un periférico para la Super Nintendo que permitiese a la consola utilizar discos. Este llevaría el nombre de «Super Nintendo CD». En 1991, Sony dio a conocer el desarrollo de una consola denominada «PlayStation» que sería compatible con los juegos de Super Nintendo producidos hasta entonces así como con los nuevos títulos en formato de CD. Sin embargo, debido a problemas relacionados con las licencias y derechos de autor, Nintendo decidió aliarse con Philips, rival de Sony, para producir el periférico que había concebido originalmente. A pesar de ello, de este nuevo acuerdo tampoco habría de conseguirse el deseado accesorio para la Super Nintendo, aunque Philips adquirió una licencia para utilizar los personajes de Nintendo que quería incorporar en sus propios juegos de The Legend of Zelda, para la consola CD-i. Philips produjo un total de tres juegos de Zelda entre 1993 y 1994: Zelda: The Wand of Gamelon, en donde el jugador controla a Zelda y se enfrenta a Ganon, teniendo como objetivo rescatar a Link y al rey de una región denominada Gamelon; Link: The Faces of Evil, en donde la aventura se traslada a otra región conocida como Koridai; y Zelda's Adventure, cuya producción tuvo algunos problemas debido a la animación y memoria y cuyo argumento involucra a Zelda, quien debe acudir a siete santuarios y encontrar las «señales celestiales» con las que el reino de Tolemac podría volver a una era de Luz. Los primeros dos juegos fueron producidos con un presupuesto de 600 000 USD y las críticas de su tiempo fueron en gran medida positivas. Por otro lado, las críticas del último título son unánimemente negativas. La revista EGM en español considera a la serie Zelda de Philips como «la peor de todos los tiempos en la industria».

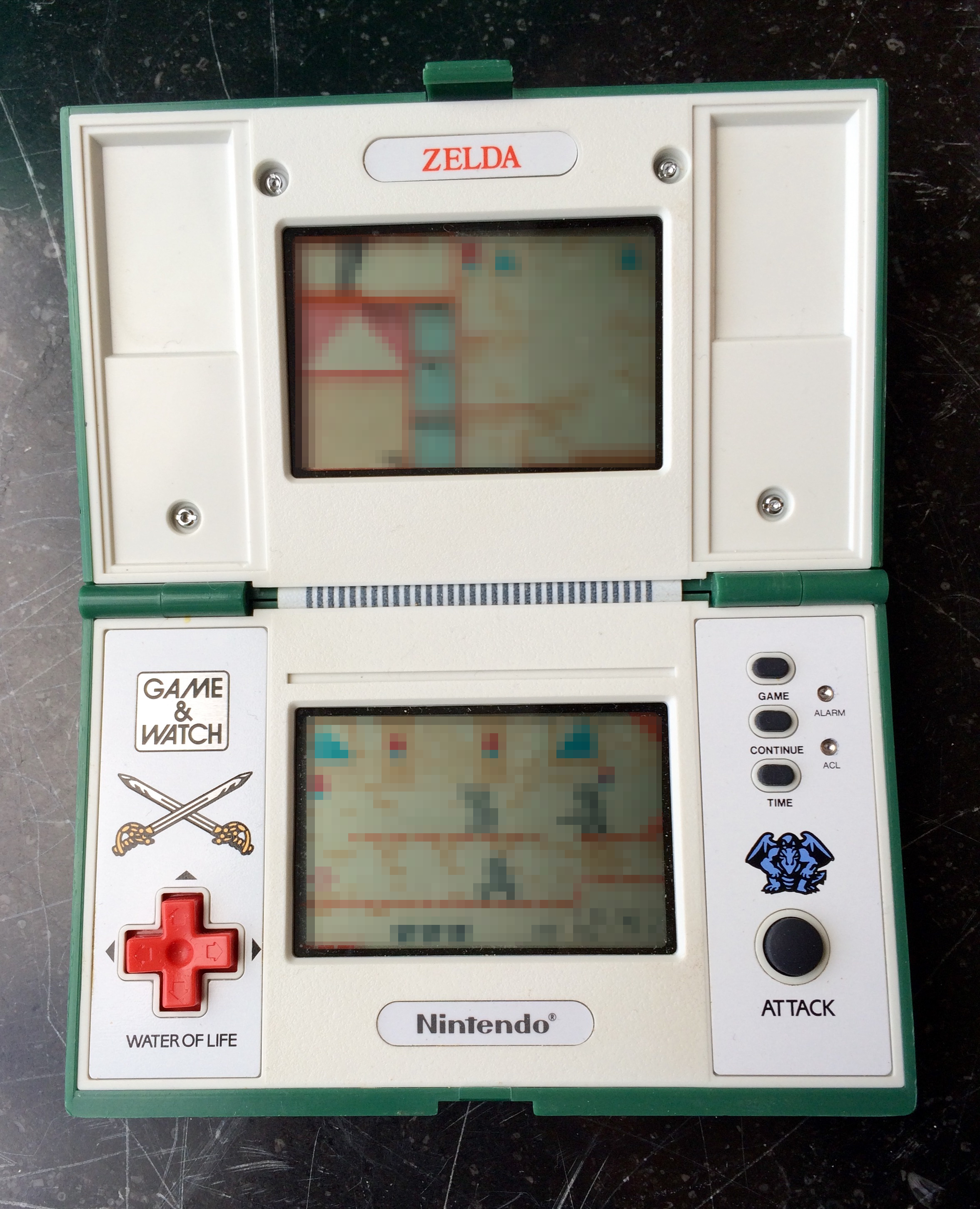
Zelda Game & Watch.

La otra serie alternativa de Zelda está conformada por tres videojuegos distribuidos a finales de los años 1980 y 1990. El primero, Zelda Game & Watch, fue producido por Nintendo para la consola portátil Game & Watch en 1989. En su trama, Zelda es secuestrada por ocho dragones y no por el malvado Ganon, a diferencia de los argumentos de los juegos de NES y Super Nintendo. En 1998, Toymax Inc. obtuvo la licencia para hacer la serie Mini Classics, remakes del tamaño de un llavero de la serie Game & Watch, siendo uno de los juegos Zelda. Este título además introducido en 2002 como juego desbloqueable para el videojuego Game & Watch Gallery 4 de Game Boy Advance. El otro, titulado simplemente The Legend of Zelda, y también distribuido para Game Watch tiene un diseño similar a un reloj digital y su sistema de juego está inspirado en el juego original de 1986. En 1992, Epoch Co. obtuvo la licencia para imprimir una serie de tarjetas con el tema de Nintendo para su plataforma Barcode Battler II. Los juegos de cartas se imprimieron con temas de Mario y Zelda. Funcionando de manera similar a un lector electrónico LCD, el Barcode Battler II requería que los jugadores pasaran códigos de barras impresos en tarjetas a través de una entrada visual para ingresar personajes, enemigos, elementos y hechizos en la consola. El set Zelda no Densetsu: Kamigami no Triforce incluye 30 tarjetas de software y está basado en el juego de SNES, The Legend of Zelda: A Link to the Past.
Otra serie de The Legend of Zelda alternativa que no forma parte de la cronología es Hyrule Warriors, lanzado originalmente para la consola Wii U en 2014 y desarrollado en conjunto con Koei Tecmo y Team Ninja, aquí se nos presenta una jugabilidad distinta con su gameplay estilo Musou, ya que el juego mezcla elementos de la serie junto con Dynasty Warriors. Hyrule Warriors presentó 2 relanzamientos posteriores para Nintendo 3DS en 2016 y para Nintendo Switch en 2018, a esta última se le añadió el subtítulo de The Definitive Edition y se le añadió a Link y a Zelda sus vestimentas de Breath of the Wild como skins. En 2020 se lanzó Hyrule Warriors: Age of Calamity también para Nintendo Switch desarrollado en conjunto con Omega Force, en este juego cual se cuenta una historia alterna sobre como fue el inicio de la era del cataclismo como precuela de Breath of the Wild, aunque el juego no forma parte de la cronología.

### Cancelados
Hay otros videojuegos que nunca se lanzaron por distintos motivos, algunos de los cuales podrían haber sido parte del canon de The Legend of Zelda. Uno de ellos era The Legend of Zelda: Mystical Seed of Courage para la portátil Game Boy Color, cuyo desarrollo estaba a cargo de la empresa Capcom y de Yoshiki Okamoto. Okamoto quería crear una trilogía denominada «serie de la Trifuerza», compuesta de los títulos The Legend of Zelda: The Mysterious Acorn: Chapter of Power, Chapter of Wisdom, y Chapter of Courage —nombres originales en Japón—. Sin embargo, su desarrollo se vio obstaculizado por las limitaciones en el sistema de contraseñas que habría formado parte de su sistema de juego. Al final, Chapter of Power pasó a ser Oracle of Seasons, mientras que Chapter of Wisdom dio lugar a Oracle of Ages. El título restante de la trilogía, Mystical Seed of Courage, fue cancelado.
Otro proyecto que entra en esta categoría es Ocarina of Time Ura, una reedición de Ocarina of Time destinada a la expansión Nintendo 64DD. Debido a las bajas ventas de este accesorio en Japón, Nintendo decidió cancelar su lanzamiento en otros países. Una versión derivada de este juego, The Legend of Zelda: Ocarina of Time Master Quest, se incluyó a manera de material adicional de The Wind Waker. De manera similar, en 2011 la empresa nipona desestimó el desarrollo de un compilatorio de Zelda en conmemoración del 25° aniversario de su lanzamiento.

### Reediciones y derivados
Nintendo ha producido distintas reediciones y derivados de Zelda a partir de 1998, cuando produjo la adaptación Link's Awakening DX para la Game Boy Color. A diferencia del original, esta nueva versión contuvo mejoras en sus gráficos, así como un nuevo calabozo y la opción de tomar fotografías del juego que podían imprimirse. A continuación, la versión Master Quest, ya mencionada en la sección anterior, supuso mejoras gráficas y técnicas respecto al juego original de la Nintendo 64. Se distribuyó junto con The Wind Waker en 2003, como disco adicional para aquellos que habían preordenado el juego antes de su estreno. Casi una década después Nintendo produjo otra adaptación de "Ocarina of Time" y "Majora's Mask" para la portátil Nintendo 3DS. Otras reediciones incluyen: A Link to the Past para la Game Boy Advance; Wind Waker HD y Twillight Princess HD para la Wii U; y Link's Awakening y The Legend of Zelda: Skyward Sword HD para la Nintendo Switch. Además, varios de los juegos han sido publicados por Nintendo en su tienda virtual para que puedan reproducirse en las consolas Wii, Wii U, 3DS y Nintendo Switch.
En cuanto a los derivados, o comúnmente referidos en inglés como spin-offs, estos poseen ya sea a uno o más personajes de la serie, pero no constituyen parte del canon de Zelda, aunque en su producción sí ha estado involucrada Nintendo. Uno de ellos es Freshly-Picked Tingle's Rosy Rupeeland, lanzado para la portátil Nintendo DS en 2006. Este es protagonizado por Tingle, y cuenta la historia de cómo un humano ordinario fue transformado en esta criatura perteneciente a la raza de las hadas. Tres años después, se estrenó Irozuki Tincle no Koi no Balloon Trip exclusivamente en Japón, a manera de continuación de Rosy Rupeeland para la misma consola. Otro derivado es Tingle's Balloon Fight DS para la misma portátil que el anterior, lanzado en abril de 2007. Su distribución solo ocurrió en Japón, por lo que para obtenerlo en otro país es necesario afiliarse a Club Nintendo. De la misma forma, BS Zeruda no Densetsu —traducido a BS The Legend of Zelda— y BS Zelda no Densetsu Kodai no Sekiban —traducido como BS The Legend of Zelda: Ancient Stone Tablets— son otros productos derivados lanzados para el satmódem japonés Satellaview. El único derivado distribuido en Norteamérica, tras su aparición en territorio japonés, ha sido Link's Crossbow Training de 2007 para Wii. En este, el jugador asume la identidad de Link y tiene que pasar por varias pruebas con las que el personaje logra perfeccionar su habilidad para usar la ballesta. En 2013 y en 2014 para América del Norte, se estrenó Hyrule Warriors, basado en la serie Dynasty Warriors y desarrollado conjuntamente por Tecmo Koei y Nintendo para la Wii U. Hyrule Warriors Legends, la versión para Nintendo 3DS, se lanzó en 2016.
Para conmemorar el lanzamiento del programa de lealtad My Nintendo en marzo de 2016, Nintendo lanzó My Nintendo Picross: The Legend of Zelda: Twilight Princess, un juego de rompecabezas Picross desarrollado por Jupiter para descargar en Nintendo 3DS. En 2019, se lanzó Cadence of Hyrule, un crossover desarrollado por Brace Yourself Games de Crypt of the NecroDancer y The Legend of Zelda.

## Concepto y diseño

### Antecedentes
Nintendo quería lanzar un nuevo juego para promocionar el lanzamiento del periférico Famicom Disk System a mediados de los años 1980 y Shigeru Miyamoto, que en aquel momento se encontraba trabajando con su equipo en una entrega de Super Mario Bros. para la Famicom japonesa, comenzó a desarrollar un concepto de «creación y exploración de calabozos» tomando en cuenta la capacidad del nuevo periférico para reescribir datos en la memoria. No obstante, se dio cuenta de que la exploración de calabozos era la «mejor parte» así que descartó incorporar opciones de diseño para el jugador. En sus propias palabras: «creamos un juego de un solo jugador con calabozo debajo de montañas que rodeaban a la Montaña de la Muerte, pero no podíamos quitarnos ese sentimiento de «¡Quiero jugar en la superficie también! Fue así como agregamos bosques y lagos, y [surgió] la Llanura de Hyrule».
Takashi Tezuka desarrolló la trama y el escenario donde ocurren los sucesos principales de Zelda, con base en libros de fantasía como El Señor de los Anillos, de J. R. R. Tolkien. De acuerdo con Keiki Terui, responsable del resumen de la trama publicado en el manual del primer juego, originalmente se acuñó el término «Montaña de la muerte» para hacer referencia a una narrativa previa basada en batallas medievales. A su vez, la Espada Maestra está inspirada en Excalibur, la cual forma parte del mito artúrico.
El título del videojuego, The Legend of Zelda, surgió después de que uno de los colaboradores de Miyamoto le sugiriese una historia en la que un joven rescata a una princesa llamada al igual que Zelda Sayre Fitzgerald, escritora y esposa del novelista F. Scott Fitzgerald. De acuerdo a Miyamoto: «Zelda era una mujer hermosa y famosa por doquier. Me gustaba la pronunciación de su nombre. Así que me tomé la libertad de usar la palabra Zelda para el título del primer juego —de la serie—». En cuanto al nombre del protagonista, Link, explicó: «Lo llamamos así porque él conecta y reúne a la gente. Estaba destinado a expandir la energía dispersa del mundo a través de varias épocas». El villano Ganondorf originalmente solo «perseguía despiadadamente la Trifuerza». No fue sino hasta Ocarina of Time que Link y Zelda pasaron a ser los guardianes de la Trifuerza unidos por sus vínculos a la misma. Cabe resaltar que Peter Pan y Tinker Bell influyeron en la creación de Link y el hada que suele acompañarlo en sus aventuras.

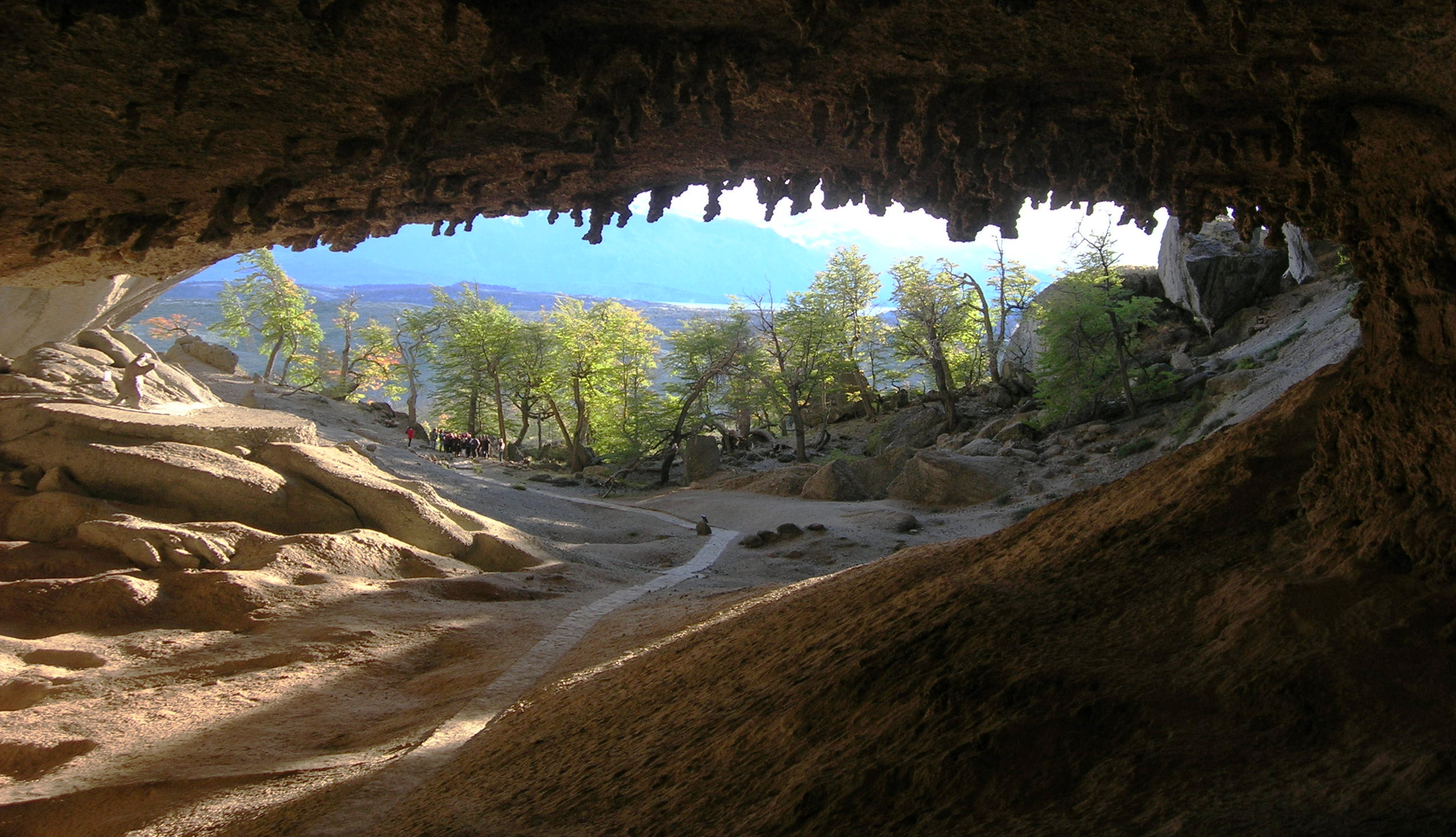
Inspirándose en sus experiencias infantiles, Miyamoto determinó que Zelda debía brindar un sentimiento de «exploración y maravilla ilimitadas». Imagen de la Cueva del Milodón, en Chile.

La principal diferencia entre Super Mario Bros. y The Legend of Zelda radica en que la primera sería lineal —es decir, la acción de un título no afecta ni tiene relación con el de los demás—, mientras que Zelda sería totalmente lo contrario. La intención de Miyamoto con The Legend of Zelda era ofrecer al jugador un «jardín en miniatura en donde tuviesen la oportunidad de aportar algo». Para ello, se inspiró en sus vivencias como niño mientras exploraba bosques y cuevas en Kioto, Japón. En relación con esas anécdotas, recordó: «cuando era niño, en una ocasión me fui de excursión y encontré un lago tan tranquilo que quería saltar encima de él [...] cuando me tocaba viajar al extranjero sin algún mapa, intentaba encontrar un camino y me encontraba con cosas impresionantes. Deduje que era como vivir una aventura». Fueron tales experiencias las que le llevaron a imaginar los calabozos y laberintos que aparecen en Zelda.
Originalmente, tenía en mente que el jugador iniciara con una espada entre sus pertenencias, al considerar que «los jugadores se confunden mucho en los juegos donde tienen que encontrar un objeto importante a través de laberintos». No obstante, luego decidió eliminar dicha ventaja, ya que esto permitiría que el jugador tuviese que hablar con otros personajes y resolver acertijos para poder conseguir un arma. Este concepto de comunicación y diálogo entre los personajes de un juego resultó innovador en esa época, y sirvió de influencia para otros juegos como Animal Crossing, por ejemplo.

### Sistema de juego

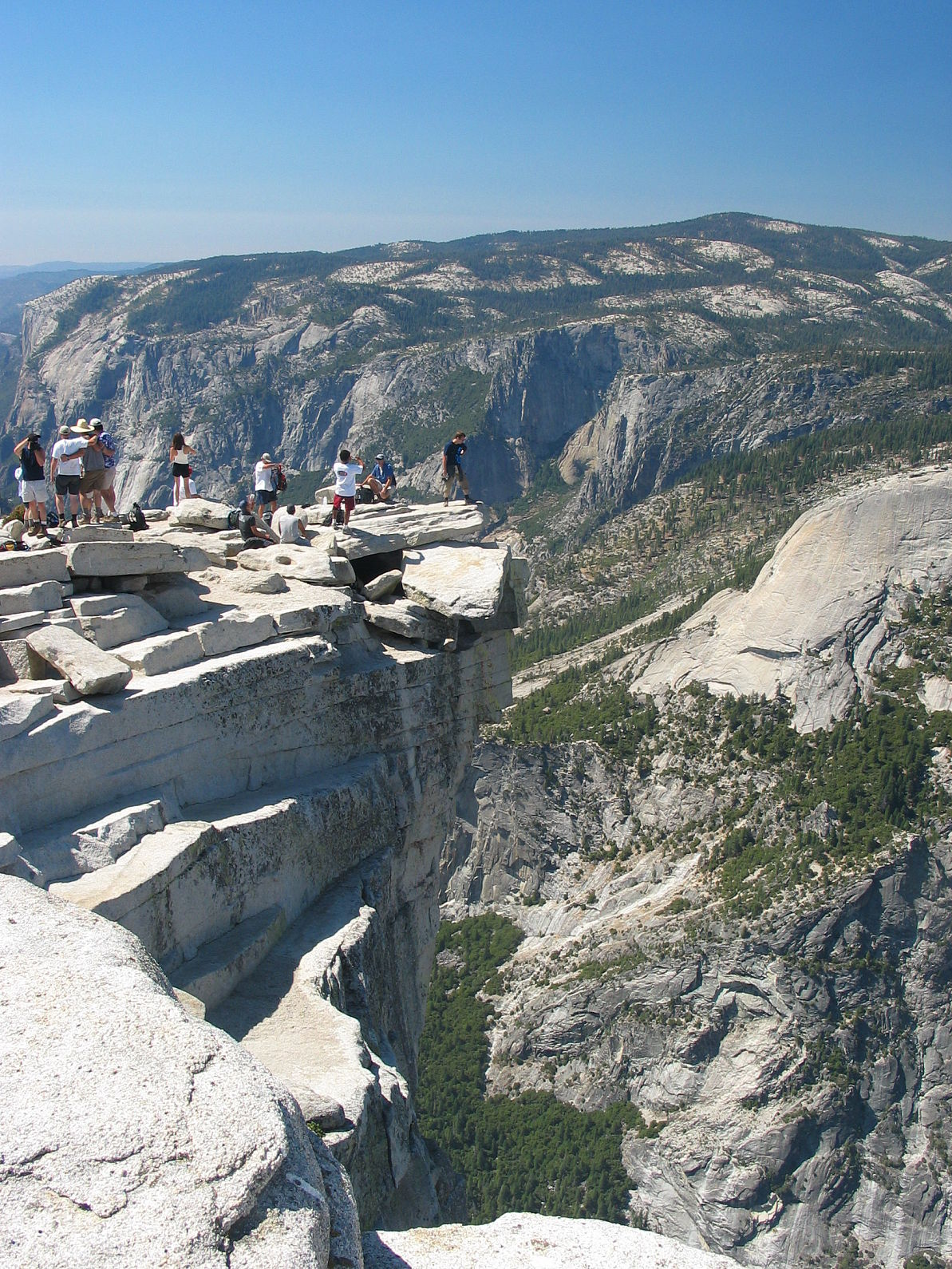
Los controles del primer juego de Zelda permitieron al jugador manejar a Link desde una perspectiva aérea (top-down). Ilustración de un paisaje visto desde este tipo de perspectiva en la realidad.

Los primeros juegos de Zelda presentan predominantemente una vista aérea —top-down—, desde la cual el jugador es capaz de observar a Link y a los distintos elementos del escenario conforme se desplaza con los controles correspondientes. Un rasgo característico de las entregas de esta serie es que la mayoría de los objetos que resultan útiles para el protagonista se hallan ocultos ya sea en el interior de cuevas o en algún edificio estructurado a manera de laberinto, en los que el personaje tiene que enfrentarse a monstruos y criaturas hasta derrotar al jefe de ese nivel o edificio. Aunque en la mayoría de los juegos el jugador está obligado a visitar cada escenario conforme al desarrollo secuencial de la historia, en el primer juego es posible acudir a distintos lugares del mapa en orden aleatorio, independientemente de la trama. Más de 25 años después, A Link Between Worlds retomó la opción de poder visitar los calabozos en el orden escogido por el jugador. A pesar de ello, en el juego inaugural Nintendo sugirió que de no elegir la secuencia conveniente, es posible que el personaje esté en desventaja al enfrentarse al jefe del edificio, llámese calabozo o templo, correspondiente. Este título también se distinguió porque, al terminar la partida original, el sistema comienza de forma automática otra partida con la misma trama, pero con nuevos calabozos y algunas modificaciones en la estructura del mapa.
Zelda II introdujo la vista lateral, en la cual el jugador puede seguir los acontecimientos que involucran a Link, como su nombre lo indica, desde una perspectiva más cercana a diferencia de la aérea. Varios conceptos característicos de la serie fueron incorporados en este título. Por ejemplo, Link comienza cada partida con tres «vidas», las cuales disminuyen si es herido por un enemigo o si cae en algún acantilado o en alguna formación de agua. La pantalla principal muestra los niveles de magia, vida y capacidad de ataque, además de la misma cantidad de indicadores que revelan cuánto ha disminuido cada nivel conforme el personaje utiliza alguna de esas opciones. Añadió inclusive puntos de experiencia para avanzar de nivel e incrementar los niveles del jugador en un cierto momento, un aspecto característico de los juegos de rol. De forma parecida, A Link to the Past tuvo un rol clave en la definición y establecimiento de los elementos que habrían de caracterizar a la saga: aquí aparecieron por primera vez los contenedores en forma de corazón —Heart Containers—, la Espada Maestra y la estructura en múltiples niveles de cada calabozo. Aunque mantuvo el concepto de la magia, no utilizó la vista lateral de su predecesor, manteniendo la perspectiva original del primer título. En Link's Awakening un elemento clave para avanzar en la trama es la comunicación del protagonista con otros personajes. Fue el primero de Zelda en el que el jugador tiene la opción de participar en misiones secundarias o alternativas a la de la trama principal.
Ocarina of Time supuso un cambio radical en la calidad de los gráficos de sus predecesores, al ser el primer título tridimensional de Zelda. Retomó la perspectiva lateral, o en tercera persona, vista por primera vez en Zelda II una década atrás. Su sistema de juego permite también que Link aprenda nuevas habilidades a través de objetos coleccionables —collecting items—, y que sea capaz de orientar su ataque hacia un objetivo determinado, por medio del uso del botón «Z» en el control de la consola Nintendo 64. Esta opción también se extendió a los objetos o algún otro elemento importante para avanzar en la trama. Para poder desplazarse de una forma más ágil por el escenario, Nintendo incorporó a Epona, un caballo que Link puede montar y que ha aparecido de forma constante en los siguientes juegos de la serie. Utilizando el motor de juego de Ocarina of Time, Majora's Mask se caracterizó por la duración limitada de juego —54 minutos en total—, además de que Link puede viajar en el tiempo por medio de la Ocarina del tiempo así como transformarse en distintas criaturas con distintos tipos de poderes.

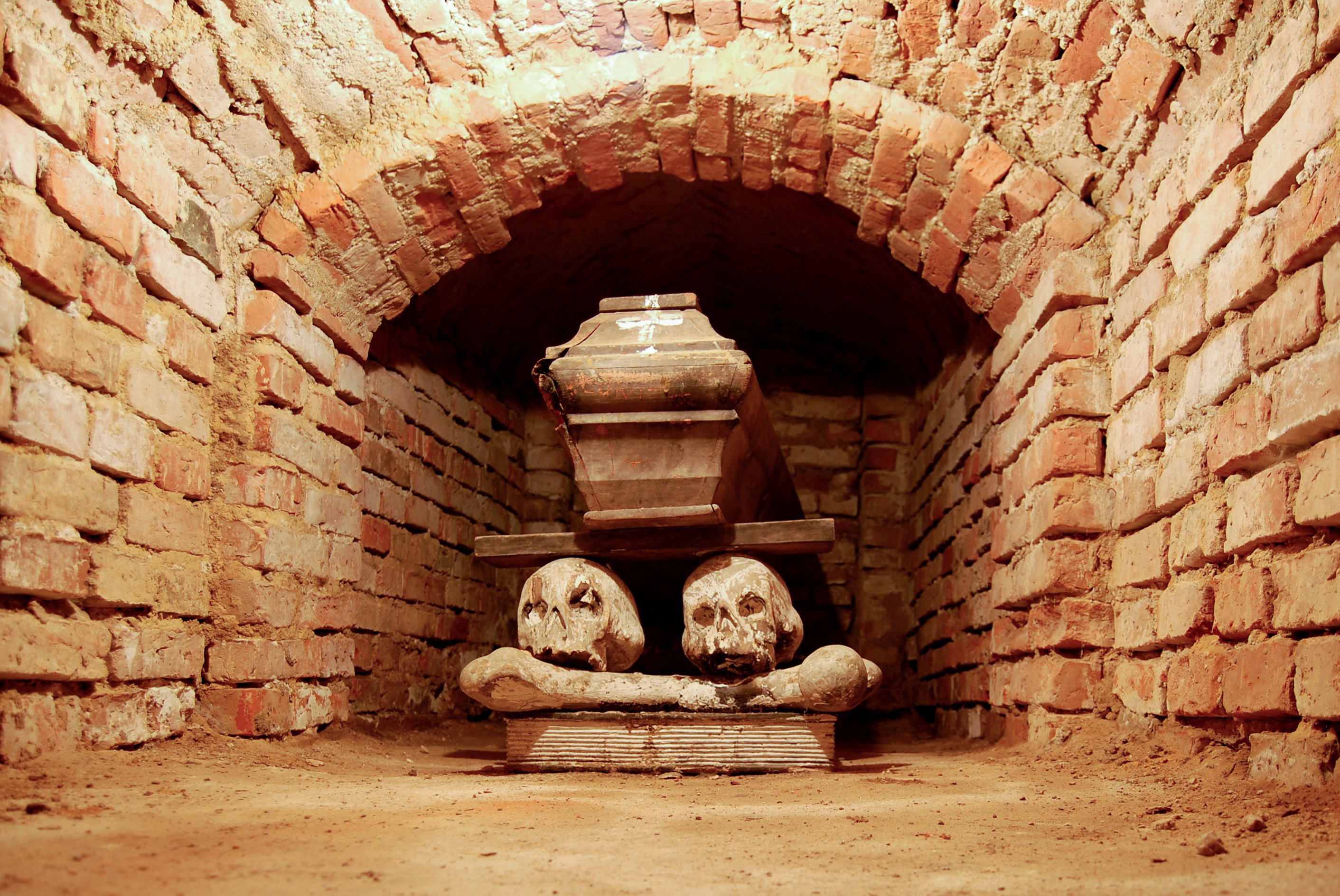
Las mazmorras y los calabozos son dos elementos que han perdurado desde el primer Zelda. En su interior, el jugador debe resolver puzzles y enfrentar al monstruo que aguarda al final de cada recorrido.

Los siguientes lanzamientos, Oracle of Seasons y Oracle of Ages, fueron diseñados con el mismo motor de Link's Awakening, por lo cual poseen un sistema de juego y gráficos casi idénticos al del título para la consola portátil. Inclusive, vuelven a utilizar la perspectiva aérea de los primeros títulos. Una de sus principales características es que, a diferencia de cualquier otro juego de la serie, estos están vinculados por medio de un sistema de contraseñas, que permite que el jugador se involucre en ambas historias de forma simultánea. The Wind Waker y Twilight Princess, si bien poseen gráficos muy distintos entre sí —el primero tiene un estilo más caricaturesco—, fueron diseñados con el mismo motor. A partir de estas entregas, los conceptos y elementos de Zelda se utilizaron indistintamente con ligeras modificaciones principalmente en aspectos gráficos o técnicos, dependiendo de la consola o del argumento. Más recientemente, una excepción importante a lo anterior habría de ser Skyward Sword, que mostró por primera vez la opción para mejorar/arreglar el equipo y armamento que usa Link a lo largo de su aventura, por medio de una serie de «actualizaciones» posibles por medio del intercambio de rupias. El periférico Wii MotionPlus del control de la consola Wii juega un papel importante en el avance del jugador en la trama, además de que le proporciona al personaje una mayor precisión en el manejo de la espada, elemento que le habría de servir para resolver diversos acertijos. Fue también el primer juego de Zelda en añadir un medidor de la resistencia física (stamina) del protagonista, que tiende a variar dependiendo de sus movimientos físicos y que igualmente tiene un rol importante para que el jugador pueda avanzar en el argumento.

### Música

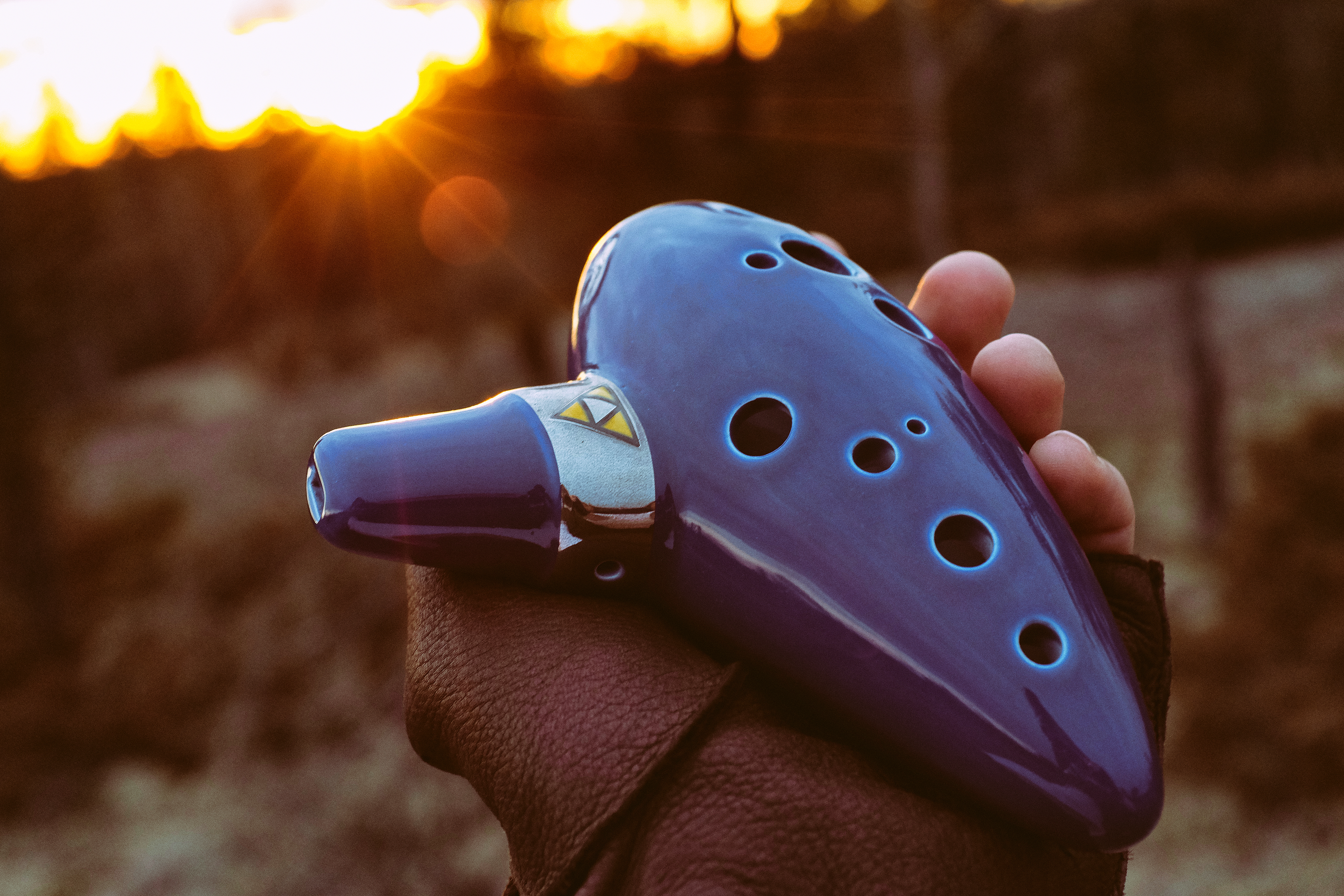
En Ocarina of Time existen temas musicales específicos para cada personaje y para cada escenario. Esta herramienta musical es denominada motivo, y es un recurso que Nintendo ha utilizado en varios juegos de The Legend of Zelda como parte importante del sistema de juego. En la fotografía, una ocarina real, cuyo sonido puede apreciarse en el juego anteriormente mencionado.

La música ha sido uno de los elementos más representativos de The Legend of Zelda. Para Matt Casamassina, del sitio web IGN: «en ninguna otra franquicia [de videojuegos] hay canciones más memorables y atrayentes que en Zelda», y el sitio web Gamesradar.com considera que «quizá no haya ningún otro conjunto de tonos musicales más adorados que los referentes a las aventuras de Link». Algunas de sus canciones más características han sido catalogadas como «épicas», «animadas», «valerosas», «únicas» y «emocionantes».
Generalmente, la música incorporada en Zelda es orquestada, algo que ha sido elogiado por los seguidores de la serie. No obstante, existen algunas excepciones como es el caso de Twilight Princess, para el cual se crearon tonos MIDI con sintetizadores. Las melodías incorporan sonidos de diferentes instrumentos musicales para representar los acertijos y principales elementos de cada juego. Por ejemplo, Ocarina of Time es uno de los primeros juegos contemporáneos en desarrollar una historia en la que el jugador tiene que crear composiciones musicales para revelar ciertos enigmas, en este caso con una ocarina —su popularidad incrementó las ventas de ocarinas reales—, y obliga al jugador a utilizar de forma heurística los sonidos, ya que necesita recordar ciertas melodías para avanzar a los siguientes niveles de juego. Asimismo, cada lugar del escenario en este título cuenta con un tema musical exclusivo para distinguirla de las demás. Este mismo sistema de juego se utilizó en Majora's Mask, The Wind Waker —en el cual se usa una batuta para controlar el tiempo o el clima—, Twilight Princess —donde Link en forma de lobo debe aprender una serie de canciones e interpretarlas por medio de aullidos para obtener nuevas habilidades de combate—, Spirit Tracks —donde el jugador debe soplar a través del micrófono de la portátil Nintendo DS para activar una flauta de Pan—, y Skyward Sword —donde usa un arpa—.

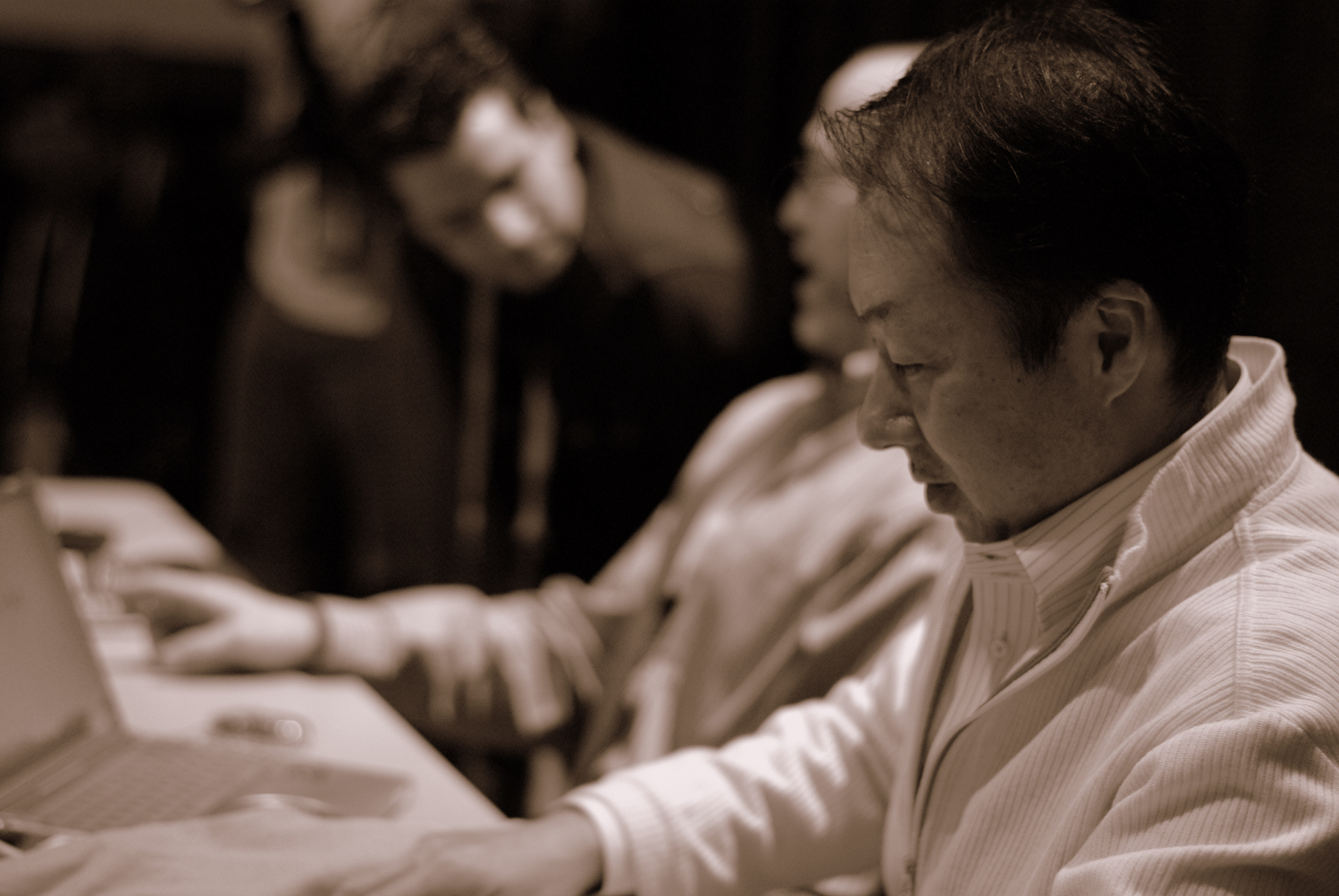
Kōji Kondō.

Kōji Kondō, elogiado por sus composiciones para Nintendo, ha compuesto la mayor parte de la música de cada título de Zelda, incluyendo la del primer juego, excepto la de The Adventure of Link, juego en el que Akito Nakatsuka se hizo responsable. En A Link to the Past, Kondō reintrodujo la «obertura de Hyrule» mediante el chip SPC700. En cierto modo, este título ayudó a establecer el estilo musical de la serie; las melodías «Zelda's Lullaby», «Ganondorf's Theme», «Hyrule Castle», «Kakariko Village» y «Fairy Cave» serían usadas en los siguientes juegos de Zelda, incluyendo los más recientes.

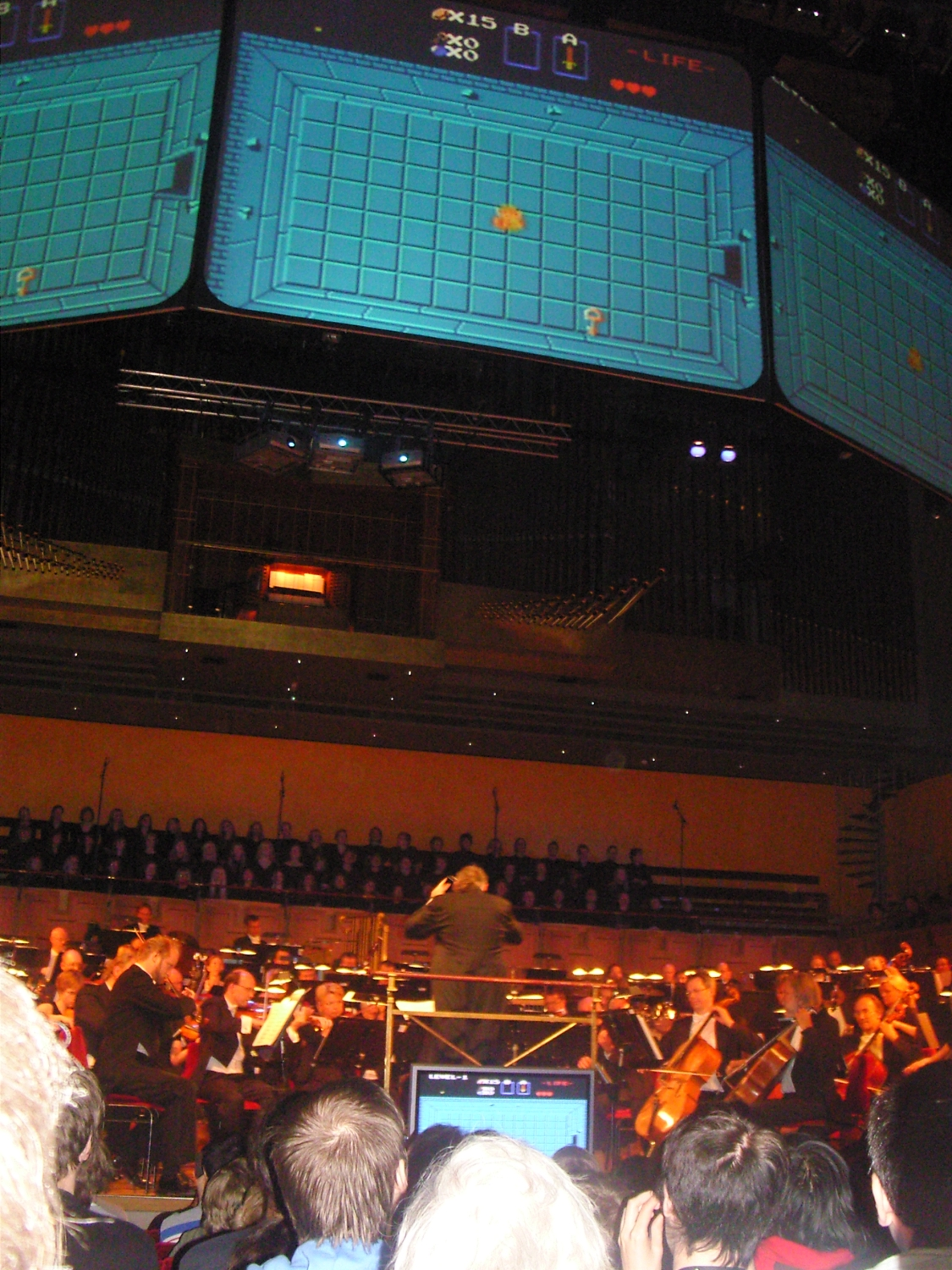
Concierto en vivo "Play! A video game symphony" con Zelda Medley el 2 de junio de 2007 con The Legend of Zelda (1986) de fondo.

Retomando la producción musical de Ocarina of Time, es importante mencionar que este juego presentó por primera vez en la saga la particularidad de que cada personaje y escenario poseen su propio tema musical. Tal herramienta, conocida como motivo, permite identificar a cada elemento con un tono fácilmente memorizable por el jugador. Gamespot lo catalogó como «el primer videojuego contemporáneo no perteneciente al género de baile en introducir la composición musical como parte de su entretenimiento». Su continuación, Majora's Mask, utiliza de forma similar al sonido como requerimiento para completar algunos objetivos de nivel, tales como reproducir la canción «Song of Time» (traducción, «Canción del Tiempo») en la ocarina del tiempo, manipular el clima, teletransportarse a través de estatuas o desbloquear las puertas de algunos templos. Como se comentó anteriormente, en este juego Link puede transformarse en distintas criaturas por medio del uso de máscaras. Cuando el personaje usa alguna de ellas, se reproduce una canción distintiva que varía según la máscara que se elija. Si bien Oracle of Ages y Oracle of Seasons fueron criticados por su uso del sonido como parte del sistema de juego en comparación a sus predecesores, recibieron buenos comentarios por incorporar nuevos efectos musicales a la serie. La mayoría de las canciones de The Wind Waker poseen una clara influencia irlandesa, al contener sonidos de gaitas. Las culturas inca y andina sirvieron de inspiración para el tema «Dragon Roost Island», que utiliza una flauta de pan y una guitarra en una parte importante de la composición. A diferencia de este, en Twilight Princess la música tiene más bien un efecto evocador y de melancolía: conforme Link va rescatando a Hyrule de los efectos del Reino Crepuscular, la música adquiere un tono más tranquilo y pacífico.

## Recepción

### Comercial
Al principio, ni Nintendo ni Miyamoto tenían plena confianza en que The Legend of Zelda llegara a tener notoriedad, ya que «un mundo de espadas y magia no era un concepto popular en esa época». No obstante, se vendieron más de 6,5 millones de copias del primer juego en todo el mundo. La mitad de esas copias se comercializaron en Norteamérica, continente en donde el éxito del título favoreció a su vez a las ventas de la consola NES. Fue el primer juego de esta consola en sobrepasar el millón de unidades vendidas. Para la revista Computer Gaming World, se trató de un lanzamiento especial de Nintendo que influyó en el cambio de mentalidad del público estadounidense, que hasta entonces percibía a las consolas como «meros juguetes recreativos». Tanto The Legend of Zelda como Zelda II —del que se vendieron más de 4,3 millones de copias en todo el mundo—, estuvieron entre los seis juegos más comercializados de la NES, solo superados por las tres primeras entregas de la serie Super Mario Bros. —en conjunto, más de 68 millones de copias— y por Tetris —8 millones—.
Hasta julio de 2021 se han vendido más de 113 millones de copias de todos los títulos que conforman la serie; aproximadamente el 49 % de esta cifra corresponde a juegos de consolas de sobremesa, y el restante a los juegos distribuidos para portátiles y para la híbrida Switch. Del primer grupo, los juegos más vendidos son Twilight Princess —8,6 millones; 1,12 millones de su versión Wii U, 7,26 millones de Wii, y 1,43 millones de GameCube— y Ocarina of Time —7,6 millones, la versión original de Nintendo 64—. En términos generales, los juegos de la franquicia para Switch son los más vendidos de todas las plataformas con 20,53 millones de unidades vendidas, seguidos por los de Wii —16,72 millones—, la portátil 3DS —13,24 millones— y Nintendo 64 —10,96 millones—.
The Legend of Zelda es la quinta franquicia de Nintendo con la mayor cantidad de copias vendidas en todo el mundo, por debajo de las series de Super Mario —iniciada por Super Mario Bros. en 1985; cuyas ventas son de más de 262 millones hasta 2011, cifra que la convierte en la más vendida de toda la industria de videojuegos—; Pokémon —260 millones—; Wii —que comenzó con Wii Sports; con 192,76 millones en total hasta 2012—; y Mario Kart —100,13 millones—, respectivamente. A continuación, aparecen listadas las ventas de cada juego de la franquicia, incluidos títulos derivados de la serie principal:
| Consola | Consola           | Año  | Título                                    | Total de ventas (en millones de unidades) | Total de ventas (en millones de unidades) | Total de ventas (en millones de unidades) |
| Consola | Consola           | Año  | Título                                    | Por título                                | Por consola                               | Combinadas                                |
| --- | ----------------- | ---- | ----------------------------------------- | ----------------------------------------- | ----------------------------------------- | ----------------------------------------- |
| De sobremesa | Nintendo NES      | 1986 | The Legend of Zelda                       | 6,51                                      | 10,89                                     | 55,95                                     |
| De sobremesa | Nintendo NES      | 1987 | The Adventure of Link                     | 4,38                                      | 10,89                                     | 55,95                                     |
| De sobremesa | Super Nintendo    | 1991 | A Link to the Past                        | 4,61                                      | 4,61                                      | 55,95                                     |
| De sobremesa | Nintendo 64       | 1998 | Ocarina of Time                           | 7,6                                       | 10,96                                     | 55,95                                     |
| De sobremesa | Nintendo 64       | 2000 | Majora's Mask                             | 3,36                                      | 10,96                                     | 55,95                                     |
| De sobremesa | Nintendo GameCube | 2002 | The Wind Waker                            | 4,43                                      | 6,67                                      | 55,95                                     |
| De sobremesa | Nintendo GameCube | 2004 | Four Swords Adventures                    | 0,81                                      | 6,67                                      | 55,95                                     |
| De sobremesa | Nintendo GameCube | 2006 | Twilight Princess                         | 1,43                                      | 6,67                                      | 55,95                                     |
| De sobremesa | Wii               | 2006 | Twilight Princess                         | 7,26                                      | 16,72                                     | 55,95                                     |
| De sobremesa | Wii               | 2007 | Link's Crossbow Training                  | 5,79                                      | 16,72                                     | 55,95                                     |
| De sobremesa | Wii               | 2011 | Skyward Sword                             | 3,67                                      | 16,72                                     | 55,95                                     |
| De sobremesa | Wii U             | 2013 | The Wind Waker HD                         | 2,31                                      | 6,1                                       | 55,95                                     |
| De sobremesa | Wii U             | 2014 | Hyrule Warriors                           | 1                                         | 6,1                                       | 55,95                                     |
| De sobremesa | Wii U             | 2016 | Twilight Princess HD                      | 1,12                                      | 6,1                                       | 55,95                                     |
| De sobremesa | Wii U             | 2017 | Breath of the Wild                        | 1,67                                      | 6,1                                       | 55,95                                     |
| Híbrida | Nintendo Switch   | 2017 | Breath of the Wild                        | 16,34                                     | 20,53                                     | 20,53                                     |
| Híbrida | Nintendo Switch   | 2019 | Link's Awakening                          | 4,19                                      | 20,53                                     | 20,53                                     |
| Híbrida | Nintendo Switch   | 2020 | Hyrule Warriors: Age of Calamity          | —                                         | 20,53                                     | 20,53                                     |
| Híbrida | Nintendo Switch   | 2021 | Skyward Sword HD                          | —                                         | 20,53                                     | 20,53                                     |
| Híbrida | Nintendo Switch   | 2023 | Tears of the Kingdom                      | —                                         | 20,53                                     | 20,53                                     |
| Híbrida | Nintendo Switch   | 2024 | Echoes of Wisdom                          | —                                         | 20,53                                     | 20,53                                     |
| Portátil | Game Boy          | 1993 | Link's Awakening                          | 3,83                                      | 3,83                                      | 37,2                                      |
| Portátil | Game Boy Color    | 1998 | Link's Awakening DX                       | 2,22                                      | 6                                         | 37,2                                      |
| Portátil | Game Boy Color    | 2001 | Oracle of Seasons                         | 1,86                                      | 6                                         | 37,2                                      |
| Portátil | Game Boy Color    | 2001 | Oracle of Ages                            | 1,92                                      | 6                                         | 37,2                                      |
| Portátil | Game Boy Advance  | 2002 | A Link to the Past/Four Swords            | 2,82                                      | 6,05                                      | 37,2                                      |
| Portátil | Game Boy Advance  | 2004 | Classic NES Series: The Legend of Zelda   | 0,89                                      | 6,05                                      | 37,2                                      |
| Portátil | Game Boy Advance  | 2004 | Classic NES Series: The Adventure of Link | 0,7                                       | 6,05                                      | 37,2                                      |
| Portátil | Game Boy Advance  | 2004 | The Minish Cap                            | 1,76                                      | 6,05                                      | 37,2                                      |
| Portátil | Nintendo DS       | 2006 | Freshly-Picked Tingle's Rosy Rupeeland    | 0,25                                      | 8,08                                      | 37,2                                      |
| Portátil | Nintendo DS       | 2007 | Phantom Hourglass                         | 4,76                                      | 8,08                                      | 37,2                                      |
| Portátil | Nintendo DS       | 2009 | Irozuki Tingle no Koi no Ballon Trip      | 0,11                                      | 8,08                                      | 37,2                                      |
| Portátil | Nintendo DS       | 2009 | Spirit Tracks                             | 2,96                                      | 8,08                                      | 37,2                                      |
| Portátil | Nintendo 3DS      | 2011 | Ocarina of Time 3D                        | 6,02                                      | 13,24                                     | 37,2                                      |
| Portátil | Nintendo 3DS      | 2013 | A Link Between Worlds                     | 4,07                                      | 13,24                                     | 37,2                                      |
| Portátil | Nintendo 3DS      | 2015 | Majora's Mask 3D                          | 3,09                                      | 13,24                                     | 37,2                                      |
| Portátil | Nintendo 3DS      | 2015 | Tri Force Heroes                          | 1,33                                      | 13,24                                     | 37,2                                      |
| Portátil | Nintendo 3DS      | 2016 | Hyrule Warriors Legends                   | 0,49                                      | 13,24                                     | 37,2                                      |
| Fuente: VGChartz.com (2020). Notas: El anterior listado incluye videojuegos derivados de la serie principal y cuyo desarrollador podría no ser Nintendo. Asimismo ciertos títulos solamente se estrenaron en Japón. |                   |      |                                           |                                           |                                           |                                           |

### Crítica e impacto
The Legend of Zelda (1986) permitió que una industria que atravesaba una crisis, y en la que las ventas de los videojuegos iban en continuo descenso, volviese a tener un auge. Marcó una pauta en el diseño y desarrollo de otros títulos, teniendo en cuenta que «los más antiguos presentaban por lo general tramas simples, como eliminar a bichos espaciales que aparecían en la pantalla. Pero los juegos de Nintendo son intrincados. El que más ha vendido [hasta ese entonces, en 1988], un relato de espadas y hechicería llamado The Legend of Zelda, lleva al jugador a más de 700 escenas en las que debe vencer a magos, hacerse paso entre laberintos y finalmente rescatar a la Princesa Zelda, todo en un proceso que puede demorar hasta 90 horas. Y que puede repetirse una y otra vez».
El éxito y popularidad de sus elementos característicos fueron retomados por videojuegos como Neutopia (1989; por Hudson Soft) y Crusader of Centy (1994; Nextech), que trataron por ejemplo de imitar el diseño y sistema de juego, mientras que otros utilizaron y desarrollaron el concepto para definir el suyo. Entre estos últimos pueden citarse Diablo (1996; Blizzard); las series King's Quest de Sierra, y Tomb Raider de Eidos Interactive; Ōkami, Dark Sector y la serie Animal Crossing. Algunos diseñadores como Ken Levine —creador de BioShock—, o ejecutivos de la industria como Joe Madureira, de Darksiders: Wrath of War, e inclusive personas de otras áreas del entretenimiento, como es el caso del luchador Cody Rhodes, que en algún momento usó calzado con el símbolo de la Trifuerza para luchar; el actor y comediante Robin Williams, quien decidió llamar «Zelda» a su hija dado su fanatismo por la serie de Nintendo; y el violinista canadiense Owen Pallett, que en su canción «He Poos Clouds» hace referencia a Link; entre otros, han expresado su interés y aprecio por la serie de Nintendo. Al igual que Dragon Quest y Final Fantasy, The Legend of Zelda «se convirtió en un modelo a seguir para incontables juegos de fantasía, rol y acción [...] le permitió a sus desarrolladores recrear sus mundos de fantasía en forma digital». De acuerdo a Luke Cuddy, en su libro The Legend of Zelda and Philosophy: I Link Therefore I Am, «el cartucho original de color dorado del primer juego de Zelda tiene un valor sentimental para muchos de nosotros. Marcó el inicio de una saga, e inclusive de nuestra infancia. [...y] la franquicia se ha vuelto un manantial cultural [en la cultura popular]». «Con Zelda, Nintendo demostró su genialidad al adaptar el universo de espadas y hechicería inspirado en las obras de Tolkien en un nuevo estilo de arte y diseño que atrajo no solo a los jugadores japoneses sino también a la audiencia occidental», en palabras de Seth Schiesel en el periódico The New York Times.
La revista japonesa Famitsu calificó con su máxima puntuación a Ocarina of Time, The Wind Waker, Skyward Sword y Breath of the Wild, considerándolos como «juegos perfectos». En su momento, Ocarina of Time se hizo acreedor a un récord Guinness como «el juego con más altas calificaciones [de la prensa] de la historia». Otros títulos que tuvieron un impacto sobresaliente tras su lanzamiento fueron Twilight Princess y A Link to the Past, mientras que el primer juego de la serie fue catalogado en 2012 como uno de los cien mejores videojuegos de todos los tiempos, de acuerdo a un reportaje publicado por la revista estadounidense Time. En resumen, se trata de una de las series más exitosas y duraderas en la historia de los videojuegos. descrita como «icónica» y «consagrada». En un análisis sobre el impacto de la franquicia en la cultura popular, los escritores Bill Loguidice y Matt Barton concluyeron que «el éxito de los títulos de Zelda pudiera deberse no tanto a su originalidad o innovación, sino a su inmaculada perfección y esa percepción de que su trama te lleva a [vivir] una aventura misteriosa. Son juegos que están hechos para durar por siempre».
Si bien algunos juegos de The Legend of Zelda han incorporado elementos innovadores en su diseño, gráficos o mecánica de juego, algunos especialistas han considerado que el argumento y concepto central de la saga está «estancado» como es el caso de Rodrigo de Sousa Trindade, crítico del sitio web Wii-Brasil. Larry Frum, de la cadena estadounidense CNN, de forma similar a Trindade, argumentó en 2011 que la serie necesitaba tomar «nuevas direcciones y posiblemente adentrarse en nuevas áreas». En su opinión: «se trata de una serie que puede mantener felices a sus seguidores con conceptos y personajes ya familiares. Pero no hay una inyección de nueva energía en la franquicia. Me pregunto a dónde puede llevar Nintendo esta serie sin considerar cambiar algunas cosas de forma radical». Consciente de tales comentarios, Aonuma compartió sus ideas sobre la saga en 2013 al decir: «Si no cambiamos podríamos morir. Necesitamos evolucionar [refiriéndose a Nintendo]. Hay cosas necesitan cambiar, cosas que deben crecer. Puede que las impresiones de los fanáticos sea de cierto estancamiento. Sin embargo, me preocupa cuánto cambio sería demasiado para ser aceptable, y temo que la gente pueda decir “Vale, esto ya no es Zelda“. La forma en la que hacemos juegos es muy cuidadosa [...] Creo que debemos tomar decisiones más deprisa, tomar riesgos y ver cómo resultan».
En 2006, el sitio GameFAQs hizo una encuesta en su portal electrónico para que los usuarios eligiesen a la mejor franquicia de juegos. The Legend of Zelda quedó en primer lugar, por encima de Final Fantasy, Metal Gear, Metroid y Fire Emblem. De forma similar, el canal de televisión estadounidense G4 organizó en 2011 una votación en Internet para elegir a la mejor serie de juegos de entre varias opciones, quedando Zelda entre las cuatro finalistas junto con StarCraft, Assassin's Creed y Mass Effect, y en diciembre de ese mismo año, el canal también de EE. UU. Spike TV la enlistó en la categoría «Videogame Hall of Fame» —trad. lit: «Salón de la fama de los videojuegos»—, convirtiéndose en la primera en ingresar a dicho listado. En palabras del periodista canadiense Geoff Keighley: «es normal empezar con Zelda. [...] Es una franquicia que inspiró a muchos de nosotros para mirar el potencial de los juegos cuando debutó hace 25 años, y una que ha evolucionado exitosamente de una generación de consolas a otra, y que constantemente muestra el potencial narrativo y artístico de cada consola». En 2012 la revista Forbes incluyó a la banda sonora de The Legend of Zelda en la lista de los «doce mejores álbumes musicales de videojuegos de todos los tiempos». En 2011, Nintendo celebró el 25° aniversario del estreno del primer juego organizando varias actividades alusivas a la franquicia durante todo el año. A finales de ese año, comenzó a realizarse una serie de conciertos denominados The Legend of Zelda 25th Anniversary Symphony, en los que las Orquestas Filarmónicas de Tokio, San Diego y la Real reproducían algunas canciones de los videojuegos de la serie frente a una audiencia en vivo. Esta serie de conciertos fue seguida por un tour en 2012 titulado The Legend of Zelda: Symphony of the Goddesses.

### Adaptaciones

#### Serie de televisión
Se produjo una serie animada como parte de la serie de televisión The Super Mario Bros. Super Show!, producida por DiC Entertainment y distribuida por Viacom. Los dibujos animados eran transmitidos cada viernes, a diferencia del show original que era transmitido los demás días de la semana. Sin mucho éxito, estaban inspirados en los primeros dos de Zelda y en ellos aparecían varios de los escenarios y personajes principales de la serie. Los actores que participaron brindando su voz a los personajes fueron: Jonathan Potts —como Link—, Len Carlson —como Ganondorf— y Cynthia Preston —como la Princesa Zelda—, todos ellos canadienses. En total se produjeron trece capítulos. Algunos de ellos se incorporaron en Captain N: The Game Master —basada en el personaje Captain Nintendo— en su segunda temporada.

#### Historietas
Valiant Comics lanzó una serie de historietas cuyos personajes y escenarios provenían de la serie animada de Viacom. Lo anterior como parte de su línea Nintendo Comics System line. Tiempo después, comenzaron a distribuirse mangas basados en la mayoría de los juegos de The Legend of Zelda, incluyendo A Link to the Past, Link's Awakening, Ocarina of Time, Majora's Mask, The Wind Waker, The Minish Cap y Phantom Hourglass.

#### Libros
Existen varios libros, novelas y librojuegos basados en la serie de videojuegos. El primero apareció en 1989 y se tituló Moblins Magic Spear, bajo el sello editorial Western Publishing, Inc. en la categoría Golden Books. Sus escritores son Jack C. Harris, Art Ellis y Kim Ellis; la trama ocurre en algún instante de los hechos relatados en el juego inaugural. A continuación se publicó un par de libros juego titulados The Crystal Trap y The Shadow Prince, en 1992 y en 1993 respectivamente. Ambos forman parte de la colección Nintendo Adventure Books y su narrativa sigue una estructura al estilo de elige tu propia aventura; fueron escritos por Matt Wayne. En el primero la protagonista es Zelda, quien debe recuperar ciertos objetos para salvar a Link que se halla aprisionado por Ganon en un cristal, mientras que el otro corresponde a una historia donde ambos llegan a un reino denominado Moria y conocen al misterioso caballero Sir Charles.
En 1999 se lanzó una novela basada en Ocarina of Time, escrita por Jason R. Rich y publicada por Sybex Inc., como parte de la colección Pathways to Adventure. Scholastic publicó dos juegos de libro adicionales, basados en Oracle of Seasons y en Oracle of Ages en 2001 y en 2002. Ambos fueron redactados por Craig Wessel y se incorporaron en la serie literaria You Decide on the Adventure.
En 2002, Enterbrain y Nintendo produjeron el box set Zelda Box que contiene diversos materiales alusivos a The Wind Waker, incluyendo una guía de estrategias, un CD con la banda sonora y un libro con el arte conceptual del juego. Inclusive se añadió un folleto con el idioma hyliano para su traducción al inglés. Este lanzamiento se limitó únicamente a Japón. Scholastic se encargó de un nuevo libro basado en la franquicia, How to Draw The Legend of Zelda esta vez con ilustraciones de los juegos y cuyo objetivo es ofrecer instrucciones detalladas para dibujar a los personajes de Zelda; debutó en 2004. Dos años después, la misma editorial lanzó la novela infantil Link and the Portal of Doom, escrito por Tracey West y perteneciente a la colección Nintendo Heroes. Su historia se ubica poco después del final de Ocarina of Time. Finalmente, en 2011 apareció en Japón el libro Hyrule Historia que contiene material artístico de Zelda así como la cronología oficial de la serie de juegos.